# Leah Jeruto
Leah Jeruto (12 maggio 2000) è una siepista keniota.

## Biografia
Nel 2024 ha vinto la medaglia di bronzo nei 3000 m siepi ai campionati africani.

## Palmarès
| Anno | Manifestazione      | Sede    | Evento       | Risultato | Prestazione | Note                          |
| ---- | ------------------- | ------- | ------------ | --------- | ----------- | ----------------------------- |
| 2017 | Mondiali U18        | Nairobi | 400 m hs     | Batteria  | 1'01"11     | Miglior prestazione personale |
| 2024 | Campionati africani | Douala  | 3000 m siepi | Bronzo    | 9'36"33     |                               |

## Campionati nazionali
2018
- 5ª ai campionati kenioti, 400 m hs - 1'02"21

2023
- 4ª ai campionati kenioti, 3000 m siepi - 9'40"88

2024
- Argento ai campionati kenioti, 3000 m siepi - 9'50"57